# Église Saint-Barthélemy de Barry
L'église Saint-Barthélemy de Barry est une église catholique située au hameau de Barry à Sauveterre-de-Comminges, dans le département français de la Haute-Garonne en France.

## Présentation
Le clocher-tour de l'église date de 1803, il remplace l'ancien clocher-mur.
Elle était l'église principale de Sauveterre-de-Comminges en raison de sa proximité avec le château médiéval.
Un ancien cimetière entoure l'église. La plus ancienne croix tombale date de 1596 ; les lettres IHS sont sculptées dessus.
La statue de la Vierge à l'Enfant provenant de la chapelle Notre-Dame du Château de Barry a été transférée à l'église Saint-Barthélemy de Barry, elle est conservée dans la sacristie.
Cette statue de la Vierge à l'Enfant en bois polychrome date du XIVe – XVe siècle, elle est classée au titre objet des monuments historiques depuis 2016.

## Description

### Intérieur

#### Chapelle de laVierge Marie
L'autel et le tabernacle sont en marbre.
Deux tableaux sont placés de chaque côtés de la statue de Notre-Dame de Lourdes : à gauche, le Sacré-Cœur ; à droite, la Vierge à l'Enfant (image détériorée) .

#### Lechœur
Le maître autel, le tabernacle et le ciborium sont en bois sculpté et sont peints à l'imitation du marbre et ornés de décors dorés. Ils ont été réalisés par Dominique Ferrère vers 1766.
Deux anges sont placés de chaque côté du tabernacle à ailes, sur les ailes sont représentés : à gauche, saint Barthélemy ; à droite, saint Saturnin (un évêque avec un taureau représenter à ses pieds).
Le tabernacle est surmonté d'un crucifix entouré d'anges.
Sont inscrits à l'inventaire des monuments historiques :
- Un coffre de fabrique datant du XIXe siècle[3].
- La statue d'une pietà datant du XVIe siècle[4].
- Le maître autel, tabernacle et ciborium réalisés par Dominique Ferrère et datant du XVIIIe siècle[2].
- La statue d'un saint ou évêque en bois sculpté et dorée datant du XIVe siècle[5].

## Galerie

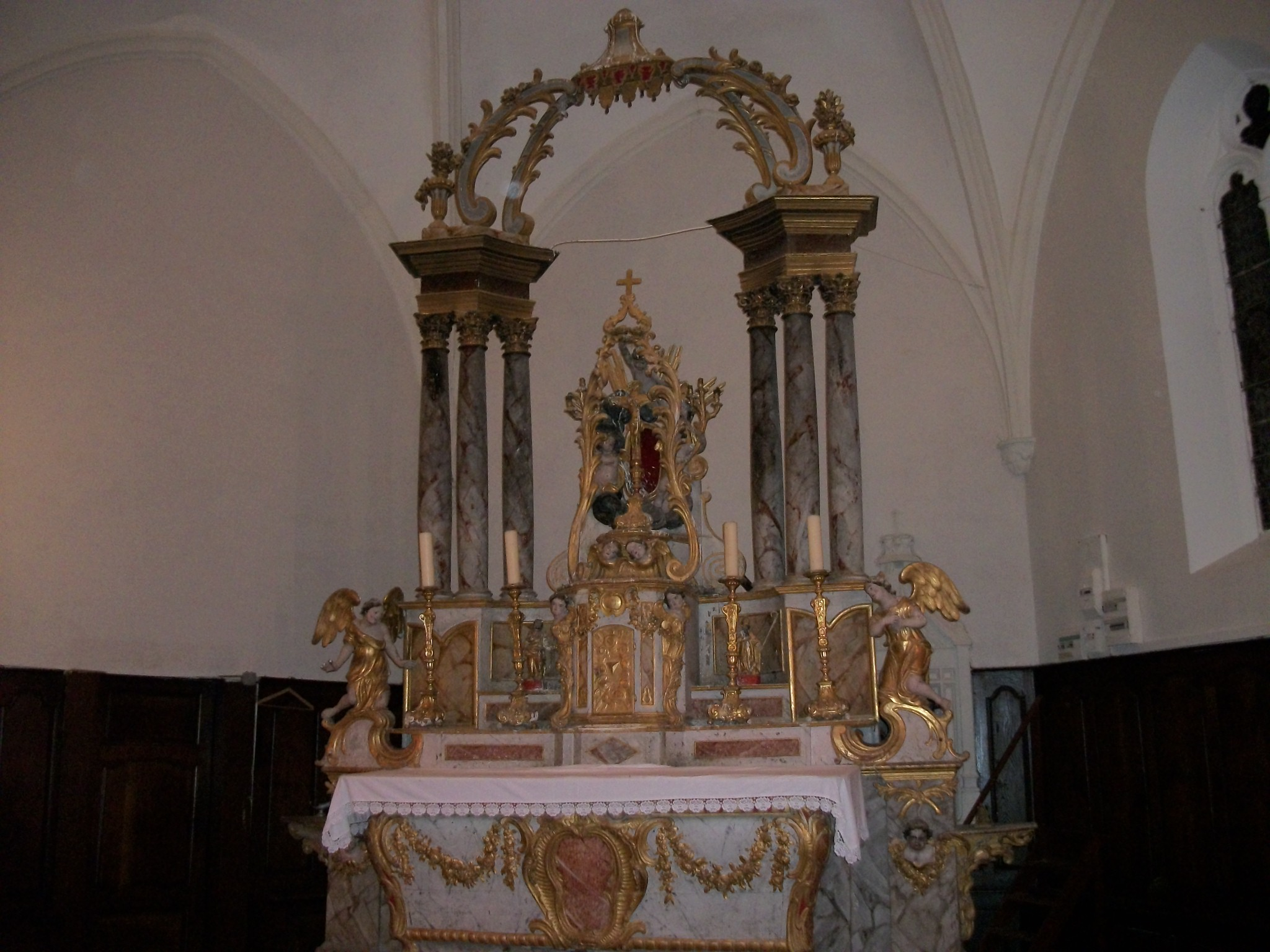
Le maître autel et le tabernacle surmonté d'un ciborium
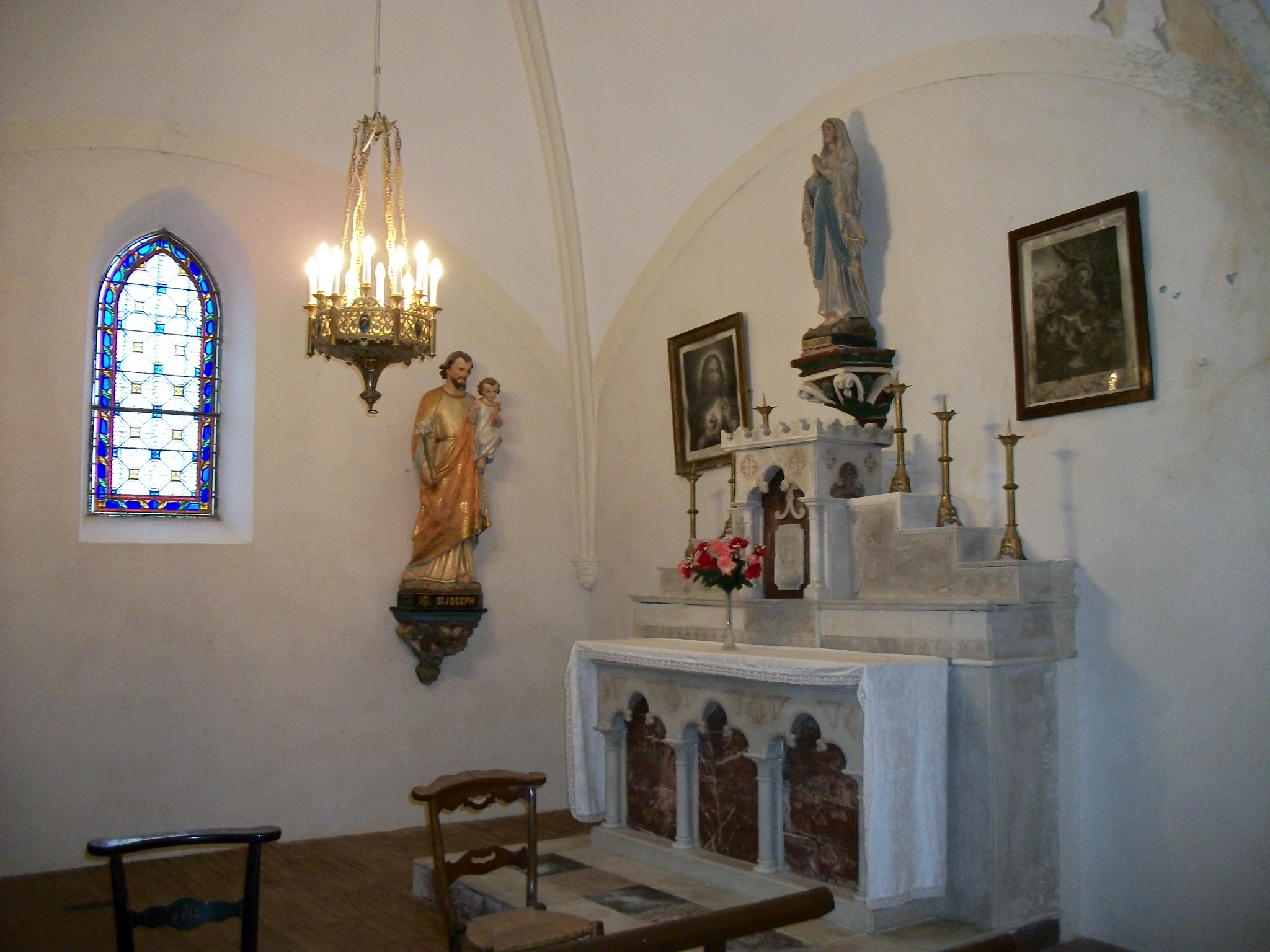
L'autel et le tabernacle en marbre
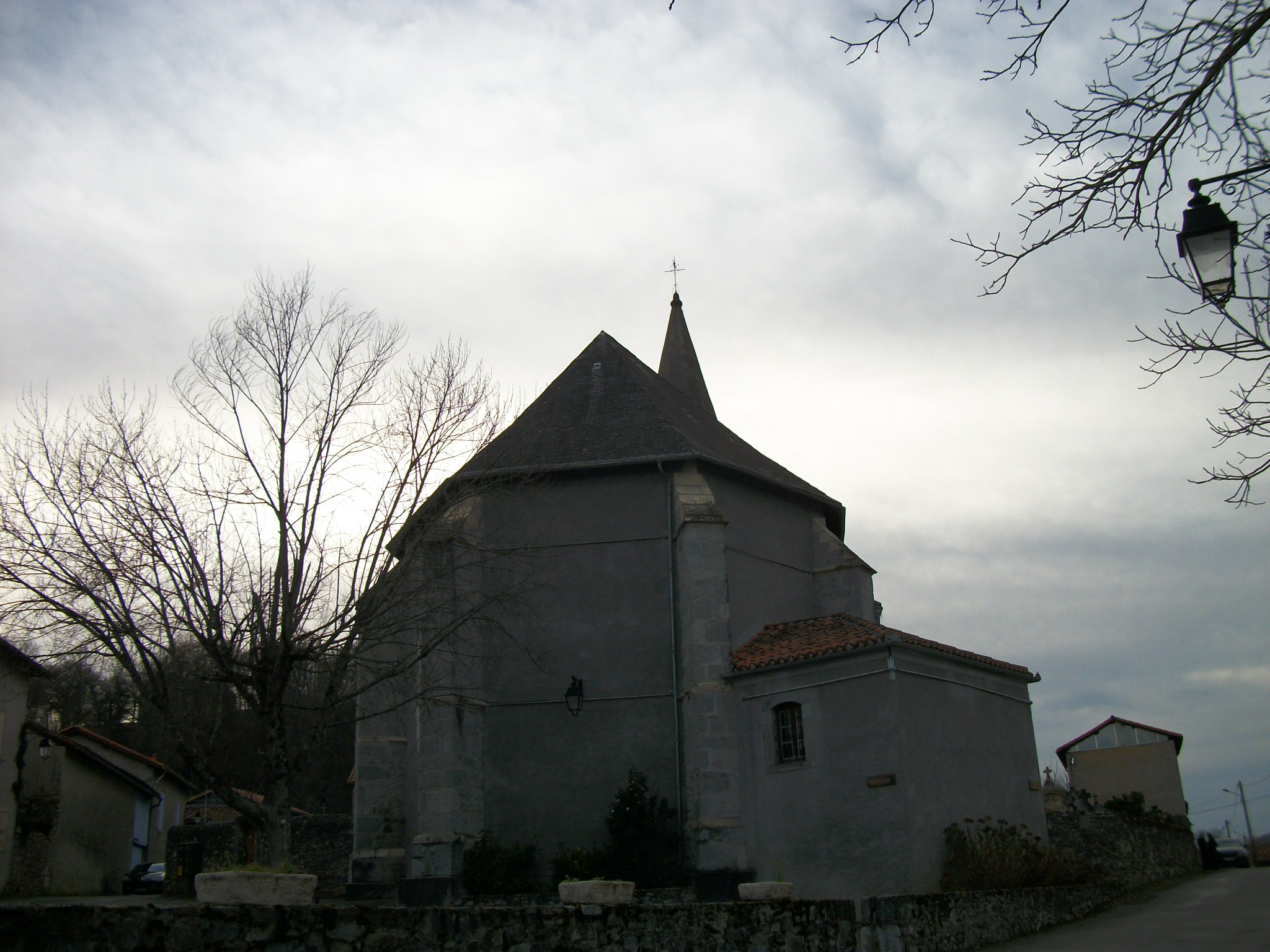
Abside et sacristie
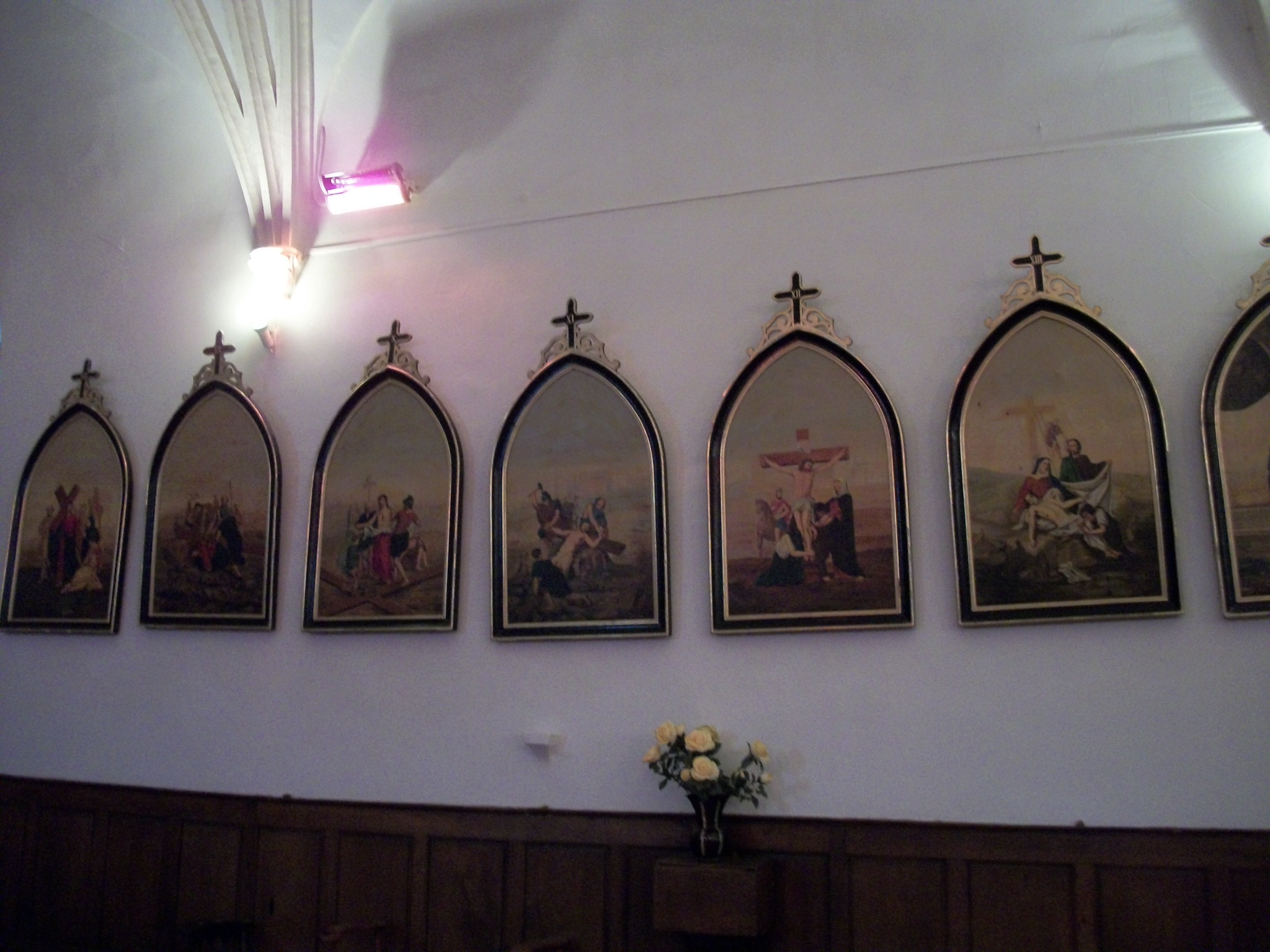
Tableaux du chemin de croix